# Proctacanthus nigrofemoratus
Proctacanthus nigrofemoratus är en tvåvingeart som beskrevs av James Stewart Hine 1911. Proctacanthus nigrofemoratus ingår i släktet Proctacanthus och familjen rovflugor. Inga underarter finns listade i Catalogue of Life.